# Julius Wellhausen
Julius Wellhausen (ur. 17 maja 1844 w Hameln, zm. 7 stycznia 1918 w Getyndze) – niemiecki biblista i semitysta, twórca teorii czterech źródeł oraz autor pionierskich badań dotyczących historii Arabów w okresie przedmuzułmańskim i wczesnomuzułmańskim. Odznaczony w 1901 Pour le Mérite za Naukę i Sztukę

## Życiorys
Był synem luterańskiego pastora Augusta Wellhausena (zm. 1861) i kontynuując ojcowską tradycję, studiował protestancką teologię na Uniwersytecie w Getyndze w latach 1862–1865. Po ukończeniu studiów przez dwa lata pracował jako privatdozent, by następnie powrócić do Getyngi, gdzie zaczął nauczać teologii i studiować pod kierunkiem Heinricha Ewalda, koncentrując się głównie na językach orientalnych. Po uzyskaniu doktoratu z zakresu teologii Wellhausen nauczał przez dwa lata w Getyndze, zanim został mianowany profesorem teologii na Uniwersytecie w Greifswaldzie. Nauczał tam teologii i hebrajskiego, jednak jego badania naukowe obejmowały intensywne studia nad arabskim. Z biegiem czasu uczenie teologów, którzy mieli służyć kościołowi, stało się ciężarem dla Wellhausena, więc poprosił o przeniesienie do Halle na tamtejszy Wydział Filozofii. Obok arabskiego i syryjskiego nauczał tam też czasem podstaw perskiego. W 1885 roku został przeniesiony na Uniwersytet w Marburgu, gdzie na Wydziale Filozofii nauczał języków semickich. Kiedy w 1891 roku zmarł Paul de Lagarde, Wellhausen stał się jego sukcesorem na Uniwersytecie w Getyndze, obejmując tym samym profesurę swojego dawnego nauczyciela, Heinricha Ewalda. Na tym stanowisku Wellhausen pozostał aż do 1913 roku, kiedy przeszedł na emeryturę.
Metodologiczne podejście Wellhausena, „które czasami nazywane jest Wellhausenowskim immanentyzmem, jest oparte na koncepcji zgodnie z którą wszystkie nasiona późniejszego rozwoju mają swoje źródło w czasach najwcześniejszych”. Najpierw Wellhausen zastosował je w biblistyce, koncentrując się na dziejach starożytnych Izraelitów. Jego książki Die Composition des Hexateuchs (w Jahrbücher für deutsche Theologie, 1876–1877; opublikowane jako książka w 1885) i Geschichte Israels (vol. 1, 1878; drugie wydanie opublikowane jako Prolegomena zur Geschichte Israels, 1883) „dostarczyły ostatecznego przełomu w krytyce Pięcioksięgu zapoczątkowanej przez Edwarda Reussa, Karla Heinricha Graffa, Abrahama Kuenena i Wilhelma Vatke. Tym postępem w badaniach Wellhausen stworzył także podstawę dla współczesnego ujęcia historii starożytnego Izraela, które sam następnie przedstawił w swoim dziele Israelitische und jüdische Geschichte (1894)”. Wellhausen jako pierwszy spożytkował pogląd, zgodnie z którym „prawo” (tora), które dominuje w Pięcioksięgu jaki znamy, nie reprezentuje najwcześniejszego składnika tego zbioru, ale raczej jego ostateczny (powygnaniowy) etap kompozycji. Uznał także że pozostałe historyczne źródła Pięcioksięgu (Jahwista, Elohista i Źródło Deuteronomiczne) są starsze niż to tzw. Źródło Kapłańskie. Ta teoria źródeł była także podstawą poglądów Wellhausena na ewolucję religii Izraela, przy czym w jego ujęciu można odnaleźć pewien wpływ Hegla. Wellhausen uważał za najstarsze źródła elohistyczne i jahwistyczne, które zostały w pewnym momencie połączone w jednej redakcji. Wspólnie reprezentowały one najstarsze, naturalne, autentyczne, spontaniczne stadium religii Izraela. Źródło deuteronomiczne, datowane przez niego na czasy Jozjasza (zm. 609 p.n.e.), miało wyrażać religię etycznego monoteizmu. Źródło kapłańskie, pochodzące dopiero z czasów Drugiej Świątyni, miało z kolei odzwierciedlać hierokratyczną, legalistyczną religię dekadenckiego „faryzeuszowskiego” rabinicznego judaizmu. Schemat Wellhausena miał więc charakter regresywny, a jego negatywne opinie na temat religii Drugiej Świątyni i „faryzejskiego judaizmu” stały się podstawą do jego późniejszych oskarżeń o antysemityzm. W sumie zatem teoria Wellhausena „nie tylko argumentowała przeciwko jedności Pięcioksięgu i dawnej dacie jego napisania; kwestionowała też ona opowiedzianą w nim historię żydowskiej wiary”. To wszystko sprawia, że nazwisko Wellhausena wiąże się z protestanckim liberalizmem, który „podkreślał ludzki aspekt Biblii oraz społeczne i moralne aspekty jej religii. Upatrywano w niej księgę uwarunkowaną historycznie, samoobjawienie Boga ewoluujące progresywnie w stronę chrześcijaństwa. Stąd cały Stary Testament miał być oceniany według normy swego najwyższego poziomu: samego Jezusa”. Współczesna biblistyka odrzuciła ewolucjonistyczne podejście Wellhausena do religii Izraela zawarte w jego teorii źródeł, niemniej zaproponowany przez niego schemat powstawania Pięcioksięgu został generalnie przyjęty.
By lepiej zrozumieć pierwotny, przedwygnaniowy Izrael, Wellhausen oddał się studiom dotyczącym przedmuzułmańskiej i wczesnomuzułmańskiej przeszłości Arabów. Początkowo skoncentrował się on na badaniu poezji plemienia Huzajl, poprzez którą chciał uzyskać wgląd w światopogląd Beduinów. Poprzez obserwowanie budowania społeczności we wczesnym islamie Wellhausen zamierzał wyjaśnić rolę jaką odgrywała w tym religia. Uważał on, iż w wyniku działań Mahometa religia stała się podstawą powstawania społeczności, zastępując wspólnotę krwi, która funkcjonowała w tej roli w plemionach. W swoich pracach śledził on rozwój strategicznych sojuszy i partii w stronę religijnych sekt, a także ich ograniczenia. Jego dzieło Das arabische Reich und sein Sturz (1902) uważane jest za początek poważnych naukowych studiów nad okresem umajjadzkim, a jego powstanie było możliwe dzięki ukończeniu lejdeńskiej edycji Tarich ar-rusul wa al-muluk At-Tabariego. Wellhausen dostarczał w nim „raczej przychylnego obrazu Umajjadów i ich urzędników jako pragmatycznych polityków, twórców i przywódców imperium bazującego na idei dominacji Arabów nad nie-Arabami i w większości przypadków nie przejmujących się kwestiami religijnymi dopóki nie byli do tego zmuszeni przez ich pobożnych oponentów”. W książce tej opisał też jak różnego rodzaju sojusze i stronnictwa, w które były zaangażowane plemiona, przyczyniły się do destabilizacji dynastii Umajjadów. Jej początków upatrywał w bitwie pod Karbalą, która miała zapoczątkować opór w stosunku do Umajjadów. W jego oczach wraz z dojściem do władzy Abbasydów, których postrzegał raczej jako teokrację wymieszaną z Persami, niż dynastię arabską, więź pomiędzy arabizmem a islamem została zerwana, a w związku z tym nie żywił on żadnych aspiracji badawczych w stosunku do czasów postumajjadzkich. Studium Wellhausena Die religiös-politischen Oppositionsparteien im alten Islam (1901) uznaje się z kolei za początek akademickich studiów nad szyizmem. To on jako jeden z pierwszych zaprzeczył wcześniej wyznawanym teoriom co do irańskich korzeni szyizmu, wskazując na jego początki w arabskim Iraku.
W ostatnim okresie swojej pracy naukowej Wellhausen poświęcił się badaniom nad Nowym Testamentem, jednak jego wyjaśnienia i przekłady Ewangelii oraz Dziejów Apostolskich przyniosły mu mniej uznania niż jego wcześniejsze prace.